# Goro (Włochy)
Goro – miejscowość i gmina we Włoszech, w regionie Emilia-Romania, w prowincji Ferrara.
Według danych na rok 2004 gminę zamieszkiwało 4091 osób, 132 os./km².